# Mark Fergus e Hawk Ostby
Mark Fergus e Hawk Ostby são roteiristas, mais conhecidos por Children of Men (para o qual foram nomeados para o Oscar de melhor roteiro adaptado) e Homem de Ferro. Outro trabalho da dupla inclui First Snow, que também foi dirigido por Fergus, e Cowboys & Aliens.
Eles são os criadores e produtores executivos da série de televisão The Expanse, que estreou no Syfy em 14 de dezembro de 2015.